# Tarasovium brevicaulus
Tarasovium brevicaulus is een rankpootkreeftensoort uit de familie van de Scalpellidae. De wetenschappelijke naam van de soort is voor het eerst geldig gepubliceerd in 1924 door Barnard.